# 毛长串茶藨子
毛长串茶藨子（学名：Ribes longiracemosum var. pilosum）为虎耳草科茶藨子属下的一个变种。

## 扩展阅读
- 維基物種上的相關：毛长串茶藨子